# Борн ам Дарс
Борн ам Дарс (њем. Born a. Darß) општина је у њемачкој савезној држави Мекленбург-Западна Померанија. Једно је од 64 општинска средишта округа Нордфорпомерн. Према процјени из 2010. у општини је живјело 1.134 становника. Посједује регионалну шифру (AGS) 13057013.

## Географски и демографски подаци
Борн ам Дарс се налази у савезној држави Мекленбург-Западна Померанија у округу Нордфорпомерн. Општина се налази на надморској висини од 3 метра. Површина општине износи 62,4 km². У самом мјесту је, према процјени из 2010. године, живјело 1.134 становника. Просјечна густина становништва износи 18 становника/km².